# Bandana, la vuelta
Bandana, la vuelta es el quinto disco de la banda argentina Bandana. Fue lanzado en julio de 2016 y en su primera semana superó las 20.000 unidades vendidas.
Contiene 12 de sus canciones reversionadas, aunque sin una de sus integrantes Ivonne Guzmán.
Lo presentaron oficialmente en el Teatro Lola Membrives tras agotar 18 funciones después de 12 años sin pisar juntas un escenario.
- Los sencillos fueron Guapas y Llega la noche (no contaron con video, pero fueron enviadas a las radios y plataformas digitales)
- Este Álbum en un principio iba a estar acompañado por un DVD Registrando el Show del Teatro Lola Membrives, Incluso se llegó a documentar pero nunca se vendió al público por razones desconocidas.
- Los temas "Guapas" y "Como Puede Ser" tuvieron una versión diferente en plataformas digitales el dia de su lanzamiento pero fueron rápidamente retiradas y reemplazadas, esto fue confirmado por parte del equipo de producción, se desconoce el motivo del error. Dichas pistas actualmente no pueden encontrarse. 
-Fue grabado entre Mayo y junio de 2016. 

## Temas
1. Guapas - 3.18
2. Como puede ser - 3.20
3. Si mi corazón se pierde - 3.54
4. Maldita noche - 3.17
5. Llega la noche - 3.14
6. Doce horas - 3.44
7. Vivir intentando - 5.19
8. Qué pasa con vos - 3.41
9. Voy a buscar - 3.11
10. Necesito tu amor - 3.37
11. Sigo dando vueltas - 3.19
12. Hasta el día de hoy - 3.54

- Datos: Q28464876